# 실링 로보틱스 HD ROV
실링 로보틱스 HD ROV는 미국 실링 로보틱스사가 제작한 ROV이다. 2014년 세월호 사고로 언론의 주목을 받았다.

## 대한민국
2008년, 2013년, 2014년에 총 3대를 250억원에 수입했다. 2016년에 구조함 3척에 실전배치할 계획이다.
세월호 사건과 관련, 왜 투입되지 않느냐는 질문에, 해군은 2008년에 도입해 진해에 설치됐는데, 이동이 불가능해 이번 사고에는 활용할 수 없다고 말했다. 원래 이동식인데 왜 이동이 불가능한지에 대해서는, 고장이 나서 수리중이라고 밝혔다. 2013년과 2014년 도입분은 아직 해군에 인도되지 않았다고 밝혔다.
한국은 미국 제이슨2 ROV를 수입해 분해하여 역공학으로 해미래를 개발한 적이 있다. ROV의 핵심장비가 강력한 출력의 로봇팔인데, 해미래는 이 무인잠수정과 동일한 실링 로보틱스 75마력 로봇팔 2개를 수입해 장착하고 있다.
이 무인잠수정에 대한 요구가 빗발치자, 한국 해군은 미국 해군에 요청, 미국에서 이 무인잠수정 2대를 공수하여, 미국 조종사 2명과 함께 세월호 구조에 투입했다.

## 천안함
2010년 천안함 사건 당시, 한국 해군은 해미래 ROV를 청해진함에서 운용했다. 그리고 후속대책으로 실링 로보틱스 HD ROV 3대를 250억원에 수입, 청해진함, 평택함, 통영함에 설치하기로 하였다. 2014년 4월 16일 기준으로, 3대 모두 수입되어 국내에 있다.

## 모선
요즘 시판중인 대부분의 ROV들과 같이, 이 모델도, 전용 모선이 불필요하고, 수송기로 전세계 어디에서나 신속하게 운반, 사용할 수 있다. 2010년 천안함 사건 당시의 해미래도 원래 전용 모선이 불필요하여 아무 선박에서나 운용이 가능하기 때문에, 청해진함에서 사용할 수 있었다.

## 실링 로보틱스 UHD ROV
HD ROV가 150마력 로봇팔에 무게 3.7톤인데 비해 UHD ROV는 250마력 로봇팔에 무게 5.5톤이다.

## 같이 보기
- 해미래 - 최초 국산 ROV, 무게 3.66톤, 로봇팔 150 마력, 수심 6000 m